# Mount Monadnock
Mount Monadnock eller Grand Monadnock är ett berg i New Hampshire i USA. Det har gjorts känt av författare som Ralph Waldo Emerson och Henry David Thoreau.